# Cerastium obovatum
Cerastium obovatum là loài thực vật có hoa thuộc họ Cẩm chướng. Loài này được Larrañaga mô tả khoa học đầu tiên năm 1923.